# مایکل مک‌کلون
 مایکل مک‌کلون (انگلیسی: Michael McClune؛ زادهٔ ۲۲ اوت ۱۹۸۹) یک تنیس‌باز اهل ایالات متحده آمریکا است.